# بلاس كابريرا فيليبي
بلاس كابريرا فيليبي (بالإسبانية: Blas Cabrera Felipe)‏ (و. 1878 – 1945 م) هو فيزيائي من المكسيك . ولد في أريثيفي، لاس بالماس .
شارك في مؤتمرات سولفاي .وكان عضواً في الأكاديمية الفرنسية للعلوم، والأكاديمية الملكية الإسبانية .
توفي في مدينة مكسيكو ، عن عمر يناهز 67 عاماً.بسبب مرض باركنسون .

## مناصب وهيئات
أدار جامعة كمبلوتنسي بمدريد.